# Monasterio de la Sierra
Monasterio de la Sierra ist ein Ort und eine zur bevölkerungsarmen Region der Serranía Celtibérica gehörende Gemeinde (municipio) mit insgesamt nur noch 40 Einwohnern (Stand: 2024) in der nordspanischen Provinz Burgos in der Autonomen Gemeinschaft Kastilien-León.

## Lage und Klima
Der Ort Monasterio de la Sierra liegt oberhalb des Río Arlanza am westlichen Rand der Sierra de la Demanda in einer Höhe von ca. 1160 m. Die Provinzhauptstadt Burgos ist gut 70 km in nordwestlicher Richtung entfernt; die Kleinstadt Salas de los Infantes liegt nur ca. 14 km südwestlich. Das Klima ist gemäßigt bis warm; Regen (ca. 550 mm/Jahr) fällt hauptsächlich im Winterhalbjahr.

## Bevölkerungsentwicklung
| Jahr      | 1857 | 1900 | 1950 | 2000 | 2018 |
| Einwohner | 279  | 270  | 284  | 40   | 44   |

Der deutliche Bevölkerungsrückgang seit den 1950er Jahren ist im Wesentlichen auf die Mechanisierung der Landwirtschaft, die Aufgabe bäuerlicher Kleinbetriebe und den daraus entstandenen Mangel an Arbeitsplätzen auf dem Lande und speziell in den Bergregionen zurückzuführen.

## Wirtschaft
Grundlage der Selbstversorgungswirtschaft bildete seit jeher die Viehzucht (Schafe und Ziegen); der Ackerbau (Gerste und Weizen) spielte nur eine untergeordnete Rolle. Aus der Milch der Tiere wurde ein haltbarer Käse hergestellt, der sich manchmal auf den Märkten der weit entfernten Städte verkaufen ließ. Ähnliches gilt für die Schafswolle, die jedoch auch für die Herstellung der eigenen Kleidung benötigt wurde; aus den Ziegenhaaren wurden Seile etc. geflochten. Mittlerweile spielen der Tages- und Wochenendtourismus sowie die Vermietung von Ferienhäusern (casas rurales) eine bedeutende Rolle im Wirtschaftsleben der Gemeinde.

## Geschichte
Funde aus keltischer, römischer, westgotischer und selbst aus islamisch-maurischer Zeit fehlen. Die ursprünglich als Sommerweide dienende Gegend wurde wahrscheinlich bereits Ende des 9. Jahrhunderts vom Grafen Diego Rodríguez Porcelos zurückerobert (reconquista); ihre Wiederbesiedlung (repoblación) erfolgte hauptsächlich durch Christen aus dem Baskenland.

## Sehenswürdigkeiten

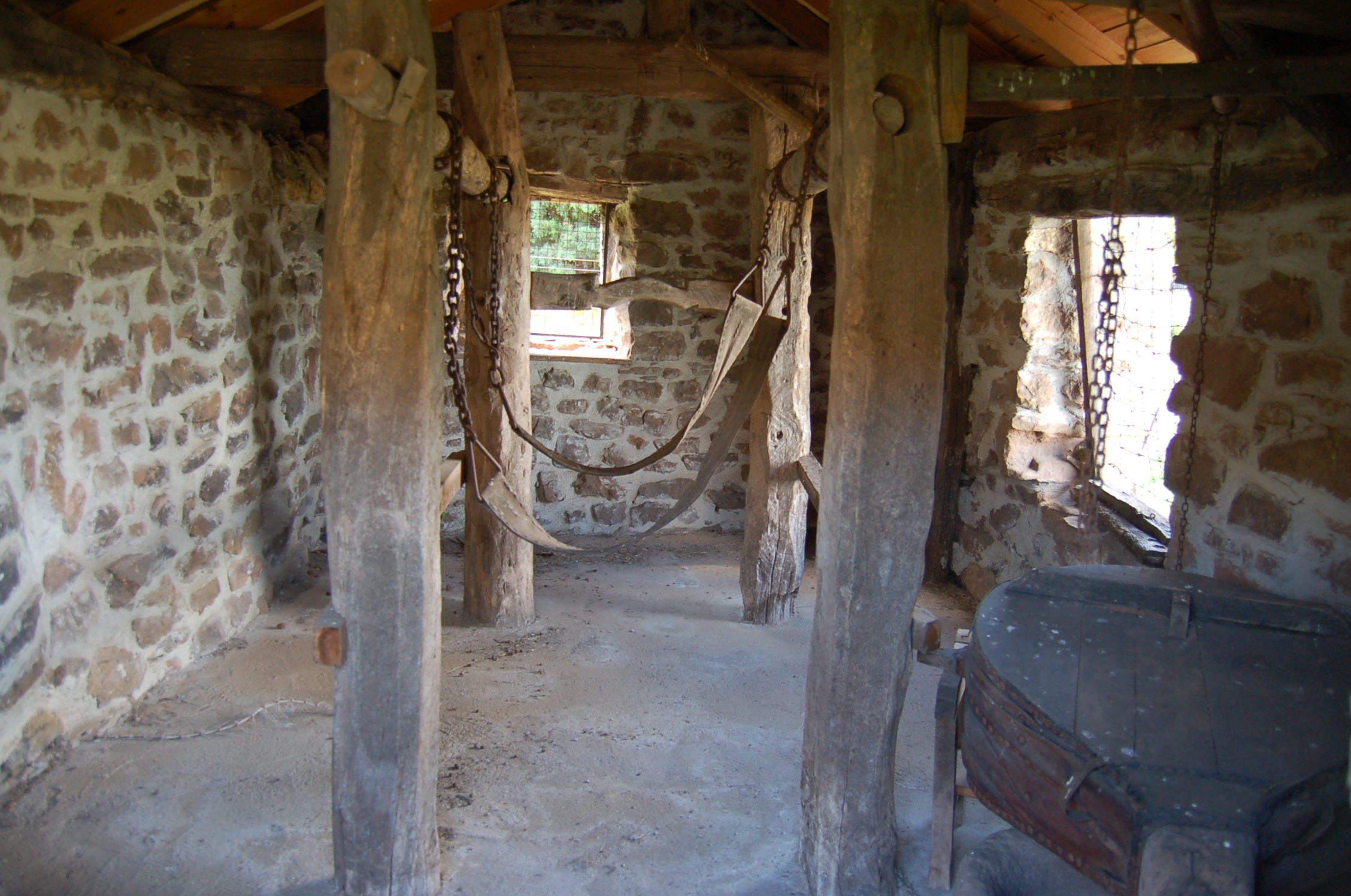
Schmiede mit Klauenstand (potro de herrar)

- Die örtliche Pfarrkirche (Iglesia de San Pedro) ist dem Apostel Petrus geweiht und stammt aus dem 16./17. Jahrhundert. Sie ist nur einschiffig, verfügt aber über mehrere Schnitzfiguren aus dem 16.–19. Jahrhundert.[3] An der Außenwand der Kirche sind drei mittelalterliche Sarkophage ausgestellt.
- Die Ermita de San Cosme y San Damián befindet sich am nördlichen Ortsrand.
- Am Ortsrand steht eine Schmiede mit einem hölzernen Klauenstand (potro de herrar).

Umgebung
- Das für den Ort namengebende Monasterio de Nuestra Señora de los Lirios de Alveinte (oder nur Convento de Alveinte) war ein im Jahr 1440 gegründetes Franziskanerkloster; es fiel im Jahr 1835 der Auflösung der Klöster unter Juan Álvarez Mendizábal zum Opfer. Es liegt ca. 4 km (Luftlinie) westlich des Ortes im Tal des Río Arlanza, ist aber nur auf einem ca. 12 km langen Rundwanderweg um den 1358 m hohen Monte San Vicente zu erreichen.[4]
- Eine El Castillejo genannte Felsformation erhebt sich auf einer nahegelegenen Bergkuppe.[5]